# Pabu
Pour les articles homonymes, voir Pabu (homonymie).
Pabu [paby] est une commune française située dans le département des Côtes-d'Armor, en région Bretagne.

## Géographie
La commune de Pabu est située à l’ouest des Côtes-d'Armor et au nord de Guingamp, chef-lieu de l’arrondissement (et donc sous-préfecture départementale), du canton et de l’intercommunalité.

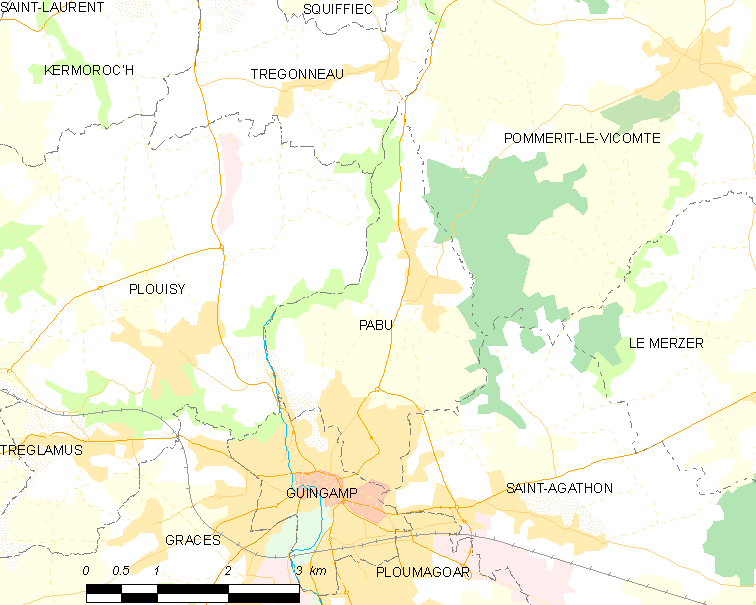
Carte de la commune de Pabu.

| Trégonneau |          | Pommerit-le-Vicomte |
| Plouisy    | Pabu     | Saint-Agathon       |
|            | Guingamp |                     |

### Hydrographie
Pour un article plus général, voir Réseau hydrographique des Côtes-d'Armor.
La commune est située dans le bassin Loire-Bretagne. Elle est drainée par le Trieux, le Frout et le ruisseau de Kerprigent,,.
Le Trieux, d'une longueur de 72 km, prend sa source dans la commune de Kerpert et se jette  dans la Manche entre Lézardrieux et Ploubazlanec, après avoir traversé 21 communes. 

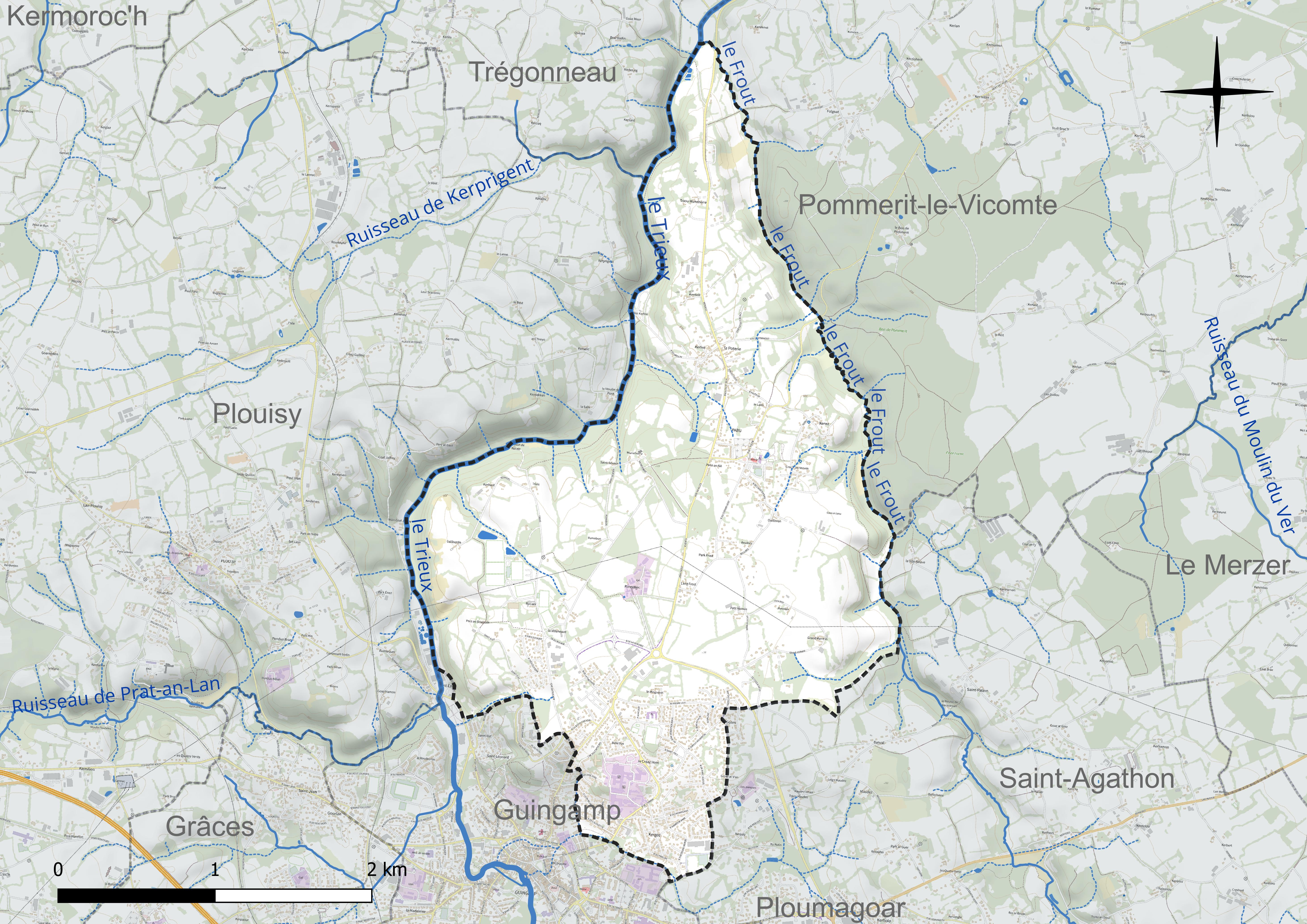
Réseau hydrographique de Pabu.

Le Frout, d'une longueur de 11 km, prend sa source dans la commune de Ploumagoar et se jette  dans le Trieux sur la commune, après avoir traversé quatre communes. 

### Climat
Pour des articles plus généraux, voir Climat de la Bretagne et Climat des Côtes-d'Armor.
En 2010, le climat de la commune est de type climat océanique franc, selon une étude du CNRS s'appuyant sur une série de données couvrant la période 1971-2000. En 2020, Météo-France publie une typologie des climats de la France métropolitaine dans laquelle la commune est exposée à un climat océanique et est dans la région climatique  Finistère nord, caractérisée par une pluviométrie élevée, des températures douces en hiver (6 °C), fraîches en été et des vents forts. Parallèlement l'observatoire de l'environnement en Bretagne publie en 2020 un zonage climatique de la région Bretagne, s'appuyant sur des données de Météo-France de 2009. La commune est, selon ce zonage, dans la zone « Intérieur  », exposée à un climat médian, à dominante océanique.  
Pour la période 1971-2000, la température annuelle moyenne est de 11,1 °C, avec  une amplitude thermique annuelle de 10,7 °C. Le cumul annuel moyen de précipitations est de 868 mm, avec 14,9 jours de précipitations en janvier et 7,2 jours en juillet. Pour la période 1991-2020, la température moyenne annuelle observée sur la station météorologique la plus proche, située sur la commune de Lanleff à 14 km à vol d'oiseau, est de 11,7 °C et le cumul annuel moyen de précipitations est de 845,9 mm,. Pour l'avenir, les paramètres climatiques de la commune estimés pour 2050 selon différents scénarios d’émission de gaz à effet de serre sont consultables sur un site dédié publié par Météo-France en novembre 2022.

## Urbanisme

### Typologie
Au 1er janvier 2024, Pabu est catégorisée centre urbain intermédiaire, selon la nouvelle grille communale de densité à 7 niveaux définie par l'Insee en 2022.
Elle appartient à l'unité urbaine de Guingamp, une agglomération intra-départementale dont elle est une commune de la banlieue,. Par ailleurs la commune fait partie de l'aire d'attraction de Guingamp, dont elle est une commune du pôle principal,. Cette aire, qui regroupe 15 communes, est catégorisée dans les aires de moins de 50 000 habitants,.

### Occupation des sols
L'occupation des sols de la commune, telle qu'elle ressort de la base de données européenne d’occupation biophysique des sols Corine Land Cover (CLC), est marquée par l'importance des territoires agricoles (59,1 % en 2018), en diminution par rapport à 1990 (64,5 %). La répartition détaillée en 2018 est la suivante : 
zones urbanisées (25,7 %), prairies (23 %), terres arables (21,5 %), forêts (15,3 %), zones agricoles hétérogènes (14,5 %). L'évolution de l’occupation des sols de la commune et de ses infrastructures peut être observée sur les différentes représentations cartographiques du territoire : la carte de Cassini (XVIIIe siècle), la carte d'état-major (1820-1866) et les cartes ou photos aériennes de l'IGN pour la période actuelle (1950 à aujourd'hui).

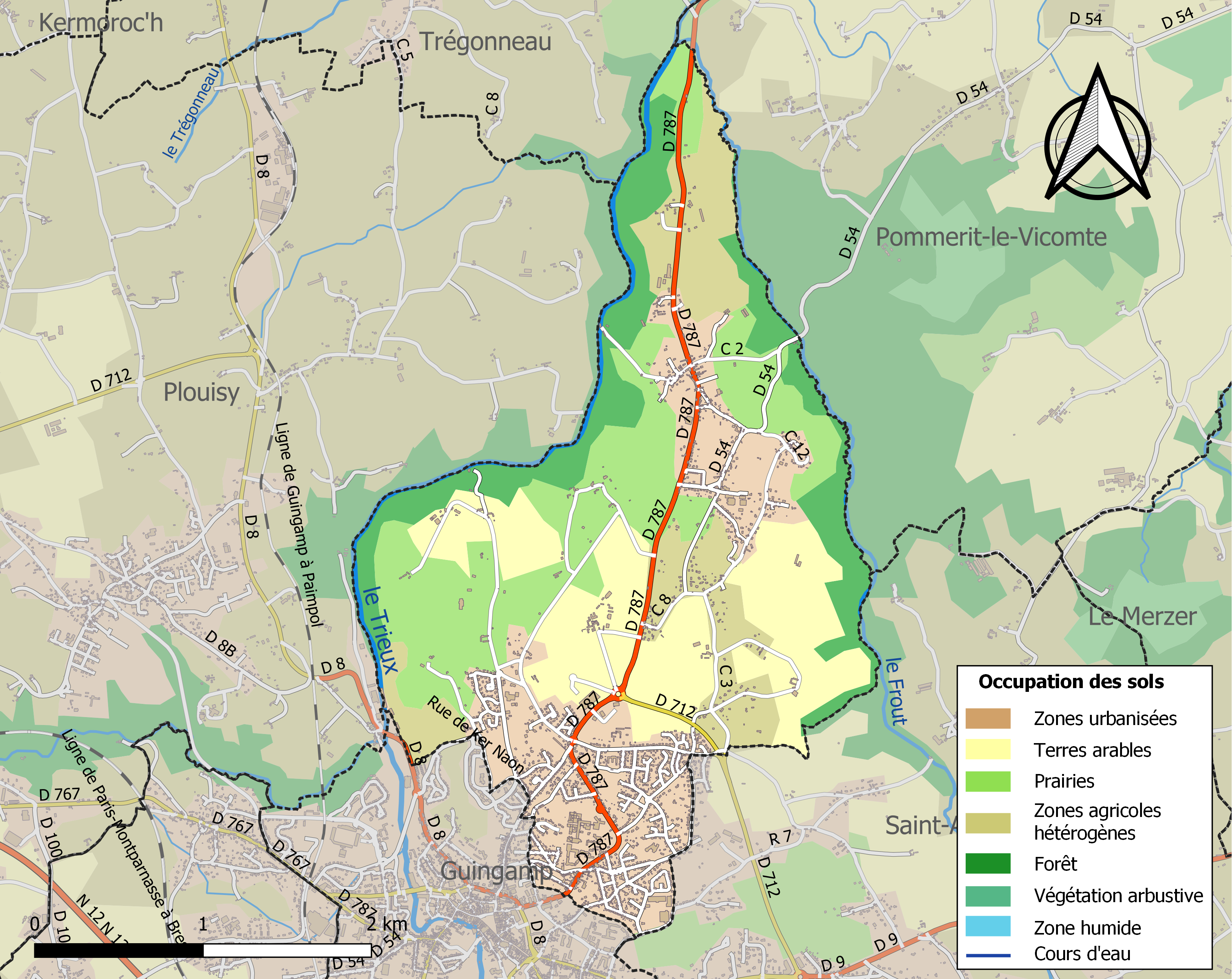
Carte des infrastructures et de l'occupation des sols de la commune en 2018 (CLC).

## Toponymie
Le nom de la localité est Pabu, aussi bien en français qu'en breton. Il est attesté sous les formes Chapelle Sainct Pabu en 1532, Pabu en 1762, Pabu La Poterie en 1790. Il vient du vieux breton pabu, un terme de déférence ayant le sens de père, mais aussi d'évêque, de supérieur monastique ou de père-fondateur d'un lieu consacré ; en particulier, ce terme était fréquemment utilisé pour se référer à Saint Tugdual.

## Histoire

### Étymologie et origines
Saint Tugdual, ou Tudwal, ou Tudgual (à la suite d'une faute de copiste) vint de Grande-Bretagne en Armorique au VIe siècle, avec soixante douze de ses disciples parmi lesquels sa mère, sainte Pompée (Koupaïa en breton), et sa sœur sainte Sève. Il est le fondateur présumé du monastère de Landreger, dit Tréguier, et il a, sans le vouloir, donné son nom à la paroisse de Pabu. L’église actuelle fut édifiée sous son invocation et, comme la légende voulut en faire un pontife sous le nom de Leo V Britigena (« Léon le Breton »), le peuple breton l’appela du nom de Pabu.
À l'origine de la commune, il y eut le territoire de Trivis, désignant l'une des quatre dîmeries de la paroisse de Ploumagoar. Il pourrait s'agir d'une prononciation locale de Trevez (trève, hameau, lieu habité), ou encore, la trève de la pointe en raison de la configuration des lieux, pointe enfoncée entre le Trieux et le Frout.

### Époque moderne
En 1673, Pabu est le siège d'une chapellenie dite de Reranré, du nom du gros village de Kerhré (Keranres en 1532), situé à 800 m au nord, connu aujourd'hui sous le nom de La Poterie. Cette chapellenie est à cette époque à la nomination du seigneur de Munehorre (ou Menehorre) ; le chapelain était désigné par le seigneur. Le seigneur de Munehorre, vassal du fief de Pontrieux-Frynaudour (La Roche-Jagu), avait droit de haute, moyenne et basse justice, c’est-à-dire qu’il pouvait prononcer des sentences capitales.
En 1711, les habitants de la dîmerie de Trivis, au centre de laquelle se trouvait Pabu, adressent une supplique à monseigneur l'évêque, comte de Tréguier, pour obtenir l’érection de l’église actuelle, alors en construction, en église tréviale ou paroissiale. Cette dîmerie devient une paroisse succursale le 14 avril 1747 (soit 35 ans après la supplique) et prend le nom de Pabu en l'honneur de Saint Tugdual, son saint patron.

### Révolution française
Pabu élit sa première municipalité le 29 janvier 1790, et elle devient paroisse en 1803. Le territoire de Pabu s'est accru le 20 août 1822 de l'enclave de Kergoz, jusqu'alors dépendante de Ploumagoar.

### LeXIXesiècle
Les potiers peuplaient les villages de La Poterie et de Kerez. L'argile était extraite à Kervenou en Pommerit-le-Vicomte. Jusqu'en 1914, on y fabriquait des pots, des jattes, des cruches, des ribots, mais aussi des briques, des tuiles ainsi que des épis de faîtage. Ces épis de faîtage étaient encore présents sur le toit de l'église avant sa restauration ; ils sont encore visibles dans le hall de la mairie, où ils sont exposés dans des vitrines.

### LeXXesiècle

#### Les guerres duXXesiècle
Le monument aux morts porte les noms de 59 soldats morts pour la Patrie :
- 47 sont morts durant la Première Guerre mondiale ;
- 7 sont morts durant la Seconde Guerre mondiale ;
- 1 est mort durant la guerre d'Indochine ;
- 4 sont morts durant la guerre d'Algérie.

#### Activités économiques
L'ancêtre du groupe coopératif UNICOPA, l'URCAB (Union régionale des coopératives agricoles de Bretagne), est créé le 9 septembre 1960 à Pabu par le regroupement de trois coopératives, la « Laiterie du Trieux », la coopérative « Genêts d'or » et la « coopérative de l'Arrée » (située à Pleyber-Christ), les deux dernières citées étant productrices d'œufs.[réf. nécessaire]

### LeXXIesiècle

#### Un chef étoilé
En 2016, Michel Richard, né à Pabu, installé dans un restaurant de Washington, s'est vu décerner le titre de « meilleur chef des États-Unis ».

#### Les deux legs de Pabu
En 2021 la commune de Pabu a reçu d'une de ses habitantes, Jacqueline Brochen, décédée en 2020 âgée de 95 ans, un legs de 580 000 euros. La commune a aussi bénéficié d'un autre legs de 90 000 euros de la part d'une autre habitante. Ces legs vont permettre à la commune de financer notamment un restaurant self pour les écoles, une salle des sports et un musée des arts et traditions populaires.

## Démographie
L'évolution du nombre d'habitants est connue à travers les recensements de la population effectués dans la commune depuis 1793. Pour les communes de moins de 10 000 habitants, une enquête de recensement portant sur toute la population est réalisée tous les cinq ans, les populations de référence des années intermédiaires étant quant à elles estimées par interpolation ou extrapolation. Pour la commune, le premier recensement exhaustif entrant dans le cadre du nouveau dispositif a été réalisé en 2004.

En 2022, la commune comptait 2 769 habitants, en évolution de +0,07 % par rapport à 2016 (Côtes-d'Armor : +1,78 %, France hors Mayotte : +2,11 %).
| 1793  | 1800 | 1806 | 1821 | 1831  | 1836  | 1841  | 1846  | 1851  |
| ----- | ---- | ---- | ---- | ----- | ----- | ----- | ----- | ----- |
| 2 279 | 932  | 857  | 913  | 1 204 | 1 063 | 1 080 | 1 093 | 1 087 |

| 1856  | 1861  | 1866  | 1872  | 1876  | 1881 | 1886 | 1891 | 1896 |
| ----- | ----- | ----- | ----- | ----- | ---- | ---- | ---- | ---- |
| 1 084 | 1 087 | 1 148 | 1 054 | 1 089 | 979  | 934  | 971  | 965  |

| 1901 | 1906 | 1911 | 1921 | 1926 | 1931  | 1936  | 1946  | 1954  |
| ---- | ---- | ---- | ---- | ---- | ----- | ----- | ----- | ----- |
| 917  | 894  | 939  | 862  | 891  | 1 031 | 1 359 | 1 318 | 1 540 |

| 1962  | 1968  | 1975  | 1982  | 1990  | 1999  | 2004  | 2006  | 2009  |
| ----- | ----- | ----- | ----- | ----- | ----- | ----- | ----- | ----- |
| 1 592 | 1 739 | 2 452 | 2 871 | 2 772 | 2 675 | 2 801 | 2 832 | 2 772 |

| 2014  | 2019  | 2022  | - | - | - | - | - | - |
| ----- | ----- | ----- | - | - | - | - | - | - |
| 2 776 | 2 748 | 2 769 | - | - | - | - | - | - |

## Langue bretonne
À la rentrée 2017, 81 élèves étaient scolarisés dans la filière bilingue publique (soit 27,5 % des enfants de la commune inscrits dans le primaire).

## Lieux et monuments
- L'église Saint-Tugdual est en forme de croix latine avec chevet et ailes à pans coupés, et dispose d'une chapelle des fonts en face du porche du midi. Elle date du XVIIIe siècle et porte diverses inscriptions : sur le bras sud, la date de 1711, sur le portail : la date de 1750, sur la façade occidentale « Par le général de Pabu en 1762, Y. Huon Curé I:Le Beuf F. », sur le pignon de la chapelle des fonts :« Yves Prigent Gouverneur ». Cet édifice a succédé à un édifice plus ancien mentionné sous le nom de chapelle Sainct Pabu en 1532. Sa construction débuta en 1711 pour s'achever en 1762 ; elle a été restaurée en 1826 et son agrandissement a été évoqué en 1860.
- Le château de Runevarec a été construit sur les ruines d'un ancien manoir, date de la seconde moitié du XIXe siècle, aujourd'hui Lycée rural du Restmeur. Il a été construit, sur le modèle des « malouinières », par madame Perrio de Grandclos, petite-fille d'un armateur malouin qui s'est enrichi, au XVIIIe siècle, avec le commerce d'esclaves entre l'Afrique et les Antilles. (source Patrick Salaün).
- Sa chapelle est dédiée à saint Loup, protecteur des troupeaux et réputé pour guérir de la peur, des maladies nerveuses et des crises d'épilepsie ; on y trouve une statue de Saint Loup en bois polychrome datée de 1783. On y a célébré la fête de la Saint-Loup dès 1848 ; la fameuse dérobée en fit la renommée. Cette fête est devenue le festival de la danse bretonne à Guingamp. La voûte de la chapelle est ornée de reproductions de tableaux célèbres de Rubens, El Greco, Piero della Francesca et Léonard de Vinci, œuvres du peintre pabuais Bernard Le Quellec.
- Le Grand Kermin est un ancien manoir remanié au XVIIIe, dont il subsiste des parties datant des XVe (tourelle), XVIe et XVIIe siècles. Il possédait jadis un colombier et une chapelle privée dédiée à Saint Jacques. Propriété noble depuis toujours, le domaine a dû cesser son faire-valoir-direct (exploitation par le noble lui-même) très tôt ; sous la Révolution, il est déjà affermé, mais les propriétaires y conserveront un « pied-à-terre », sans doute pour la chasse, jusqu'à la dernière guerre.
- La Maison d'en Haut : c'est un manoir qui date du XVIIe remanié aux XVIIIe et XIXe siècles, Kerhuel « La maison d'en haut », était déjà habitée au XIIe siècle ; son moulin est en ruine et sa chapelle a disparu. Ce n'était pas initialement une propriété noble, bien que ses occupants aient été d'illustres personnages, et il ne le devint qu'au XVIIe siècle. Ce manoir possède en façade une magnifique lucarne à fronton et, à l'intérieur, on peut voir une cheminée monumentale qui daterait du XIIe siècle.
- Le Manoir de Kerhré porte les dates de 1691, 1714 et 1723. Comme tous ses semblables, Kerhré ne fut pas construit en une seule fois et comporte plusieurs étapes. Le moulin de Kerhré, mixte d'abord (moulin à grain et à teillage), servit ensuite uniquement à teiller le lin ; capable d'une grande puissance (20 chevaux vapeur en bonnes eaux), c'était l'un des meilleurs moulins parmi les 32 jalonnant le cours du Trieux. Au temps de sa splendeur, il faisait travailler 20 à 25 personnes.
- La seigneurie de Minguével : d'après une carte géométrique de la province de Bretagne levée en 1771, le Minguével est désigné comme « château ». C'est une ancienne seigneurie, dont l'existence du manoir et d'une chapelle est rapportée par différents documents et par la découverte de pièces de calvaire et autres accessoires ; des recherches plus précises indiqueraient l'existence d'un prieuré, annexe du couvent des Cordeliers à Guingamp (incendié et détruit en 1591, lors du siège de la ville).
- La métairie du Rucaër et son moulin à blé, connu aussi sous le nom de « Milin-ar-Menez ».
- L'ancien aqueduc, dont la partie à arcades constitue la frontière entre Pabu et Guingamp, alimentait le cœur de la ville en eau potable. Dès 1588, la fontaine de Guingamp est alimentée par un aqueduc qui lui apporte l'eau des sources de Montbareil. Il est remplacé au XVIIIe siècle par un autre aqueduc plus élevé dont les quatre arcades de 5,20 mètres d'ouverture franchissent le vallon des Lutius (Ru Potin ou Lutin). La canalisation traverse ensuite le jardin du monastère de Montbareil, puis un petit aqueduc passe les douves pour arriver au pied des remparts. Il reste en service jusqu'au début du XXe siècle. La fontaine des Quatre Ponts, date de la reconstruction du système d'aqueducs de Guingamp, vers 1735-1743.
- La maison des potiers, datée de 1727, a été restaurée en 2023 et constitue désormais un petit musée des arts et traditions populaires. La maison présente un intérieur qui tend à restituer l'esprit de la seconde moitié du XIXe siècle avec des poteries fabriquées à Pabu (pots, ribots, plats, lèchefrite, épis de faîtage, et des tessons trouvés lors des travaux). Cette reconstitution d’un intérieur d’époque se propose d’évoquer la vie et le travail des potiers de Pabu, ultimes héritiers d’une tradition deux fois millénaire.
- Le moulin de Kerhré était plus connu au début du XXe siècle sous le nom de « Milin mécanique ». Autrefois, il y avait un petit moulin à grain à cet emplacement ; en 1844, Monsieur Gouyon de Coypel, rentier en son château de Munehorre, demanda au préfet l'autorisation d'établir à cet endroit une machine « Le Bonniec » pour teiller le lin, dont il s'efforçait de promouvoir la culture alentour. Elle fut accordée et l'autorisation de mise en eau délivrée en 1868. Mixte d'abord (moulin à grain et à teillage), il servit ensuite uniquement à teiller le lin ; capable d'une grande puissance (20 chevaux vapeur en bonnes eaux), c'était l'un des meilleurs moulins parmi les 32, jalonnant le cours du Trieux. Au temps de sa splendeur, il faisait travailler 20 à 25 personnes. Il appartient désormais au camping privé de Milin Kerhré.
- La croix de Groaz Hent (ou Cozen) date de 1764.

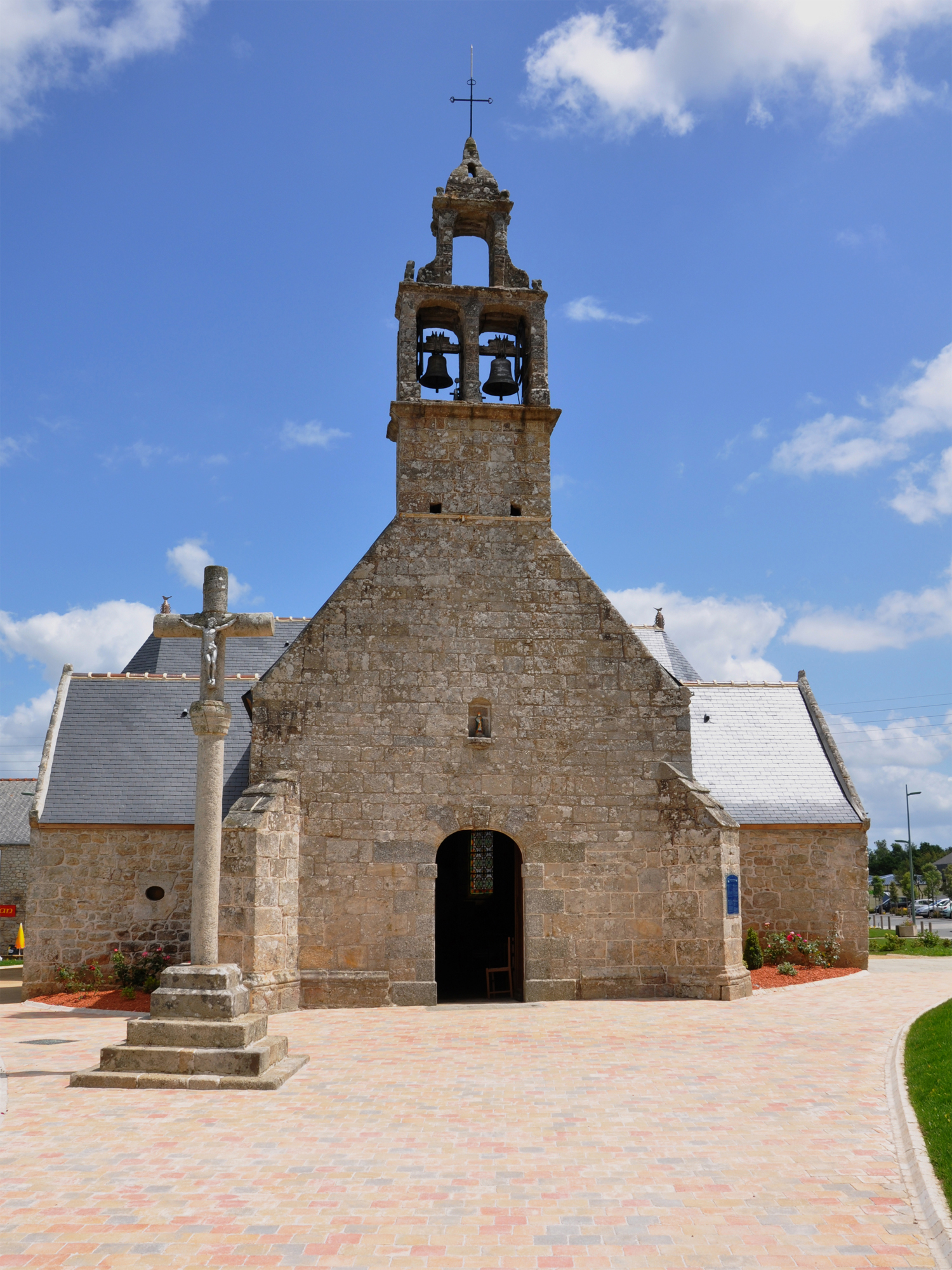
Église Saint-Tugdual.
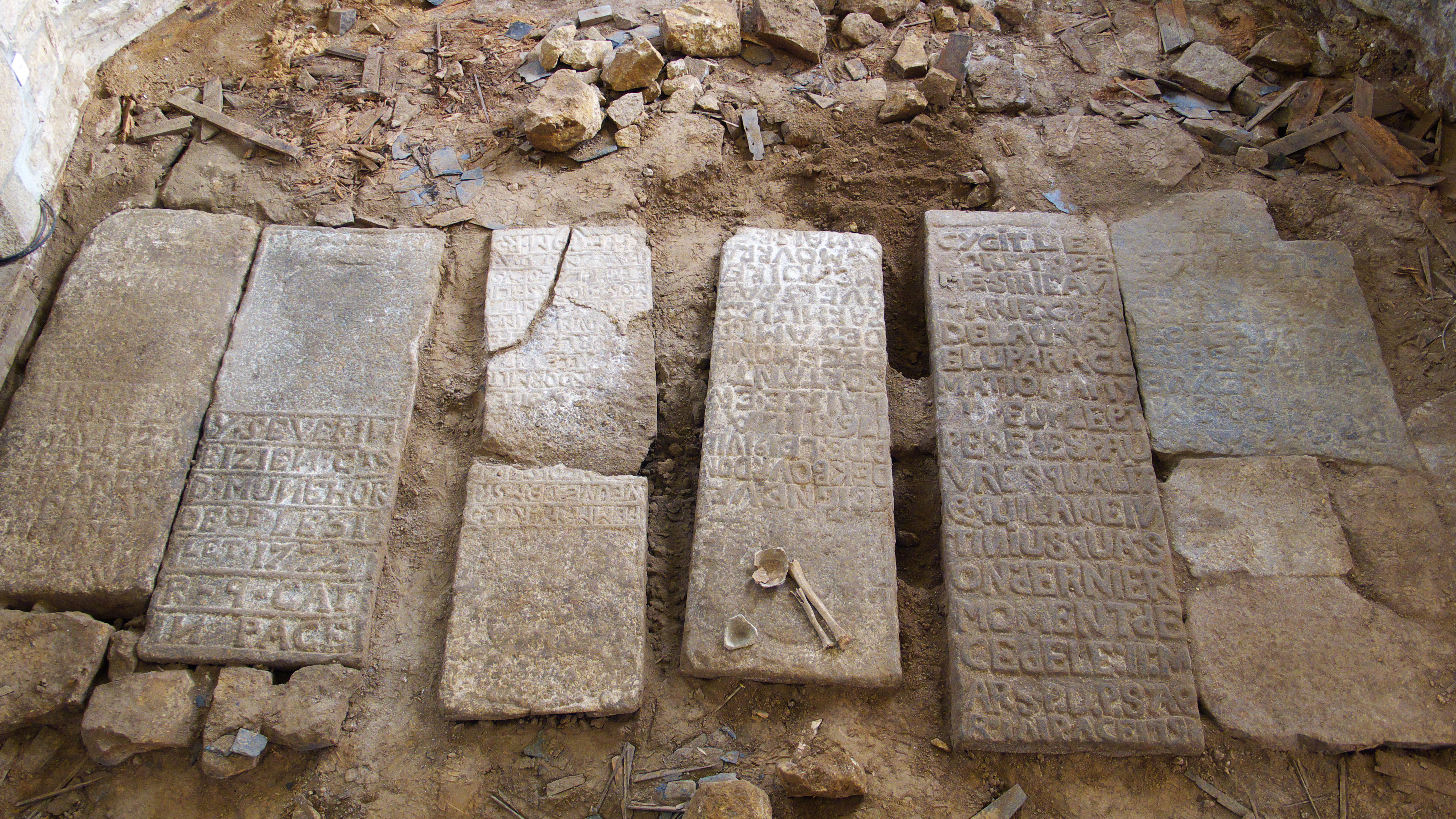
Pierres tombales découvertes en 2009.
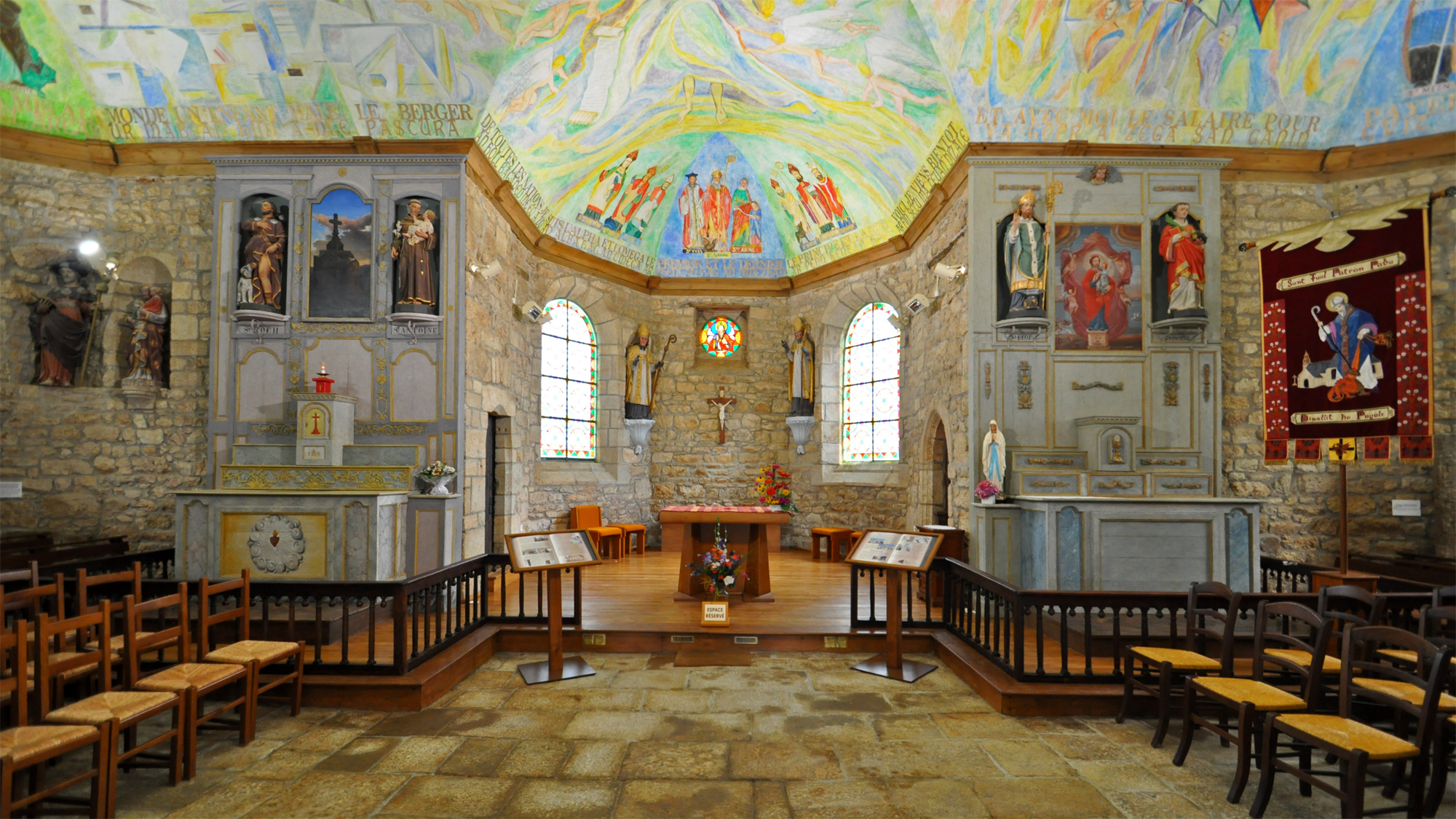
Intérieur de l'église Saint-Tugdual après restauration.
Vue générale de la voûte de l'église peinte par Bernard Le Quellec.
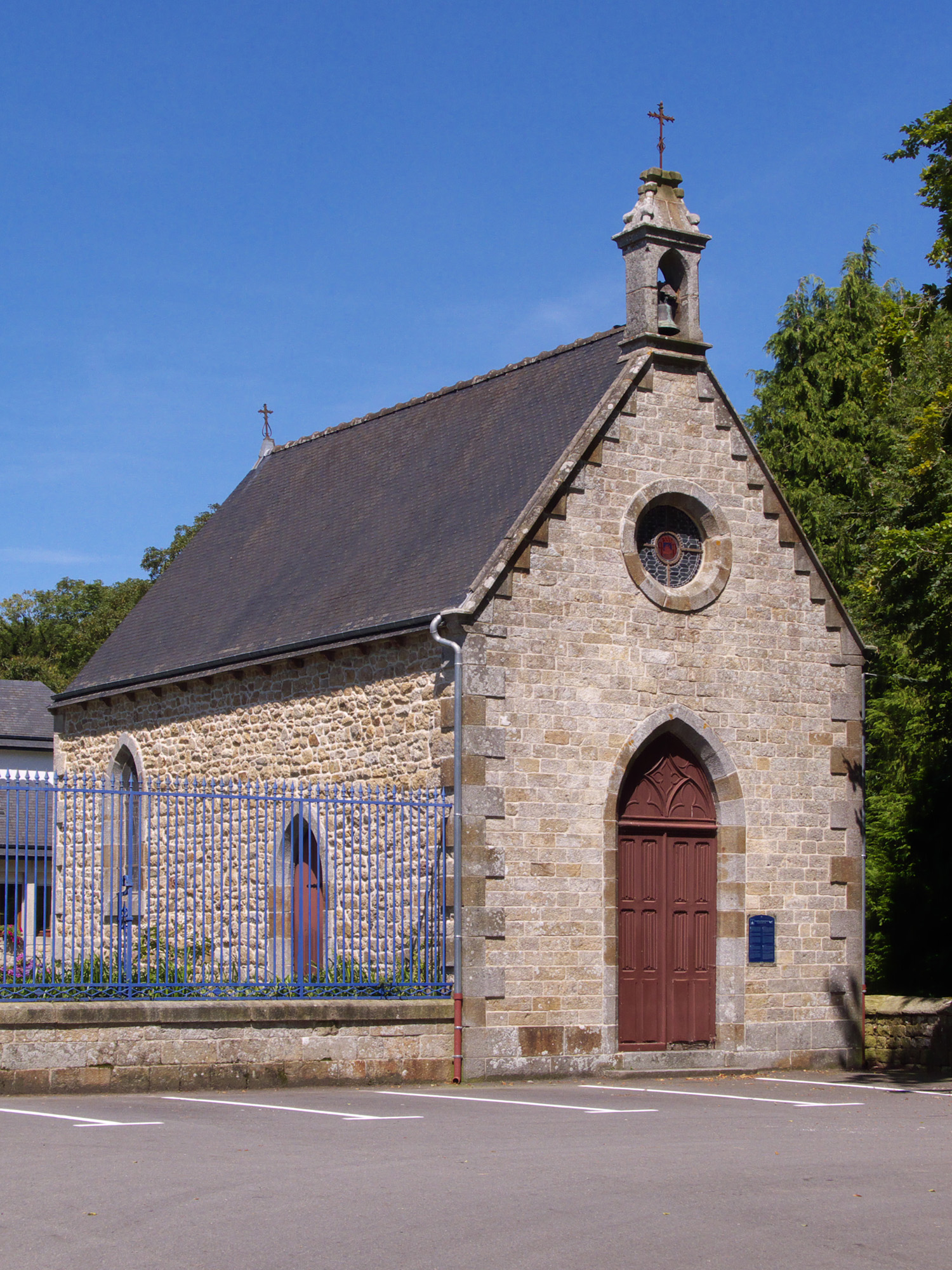
Chapelle de Saint-Loup.
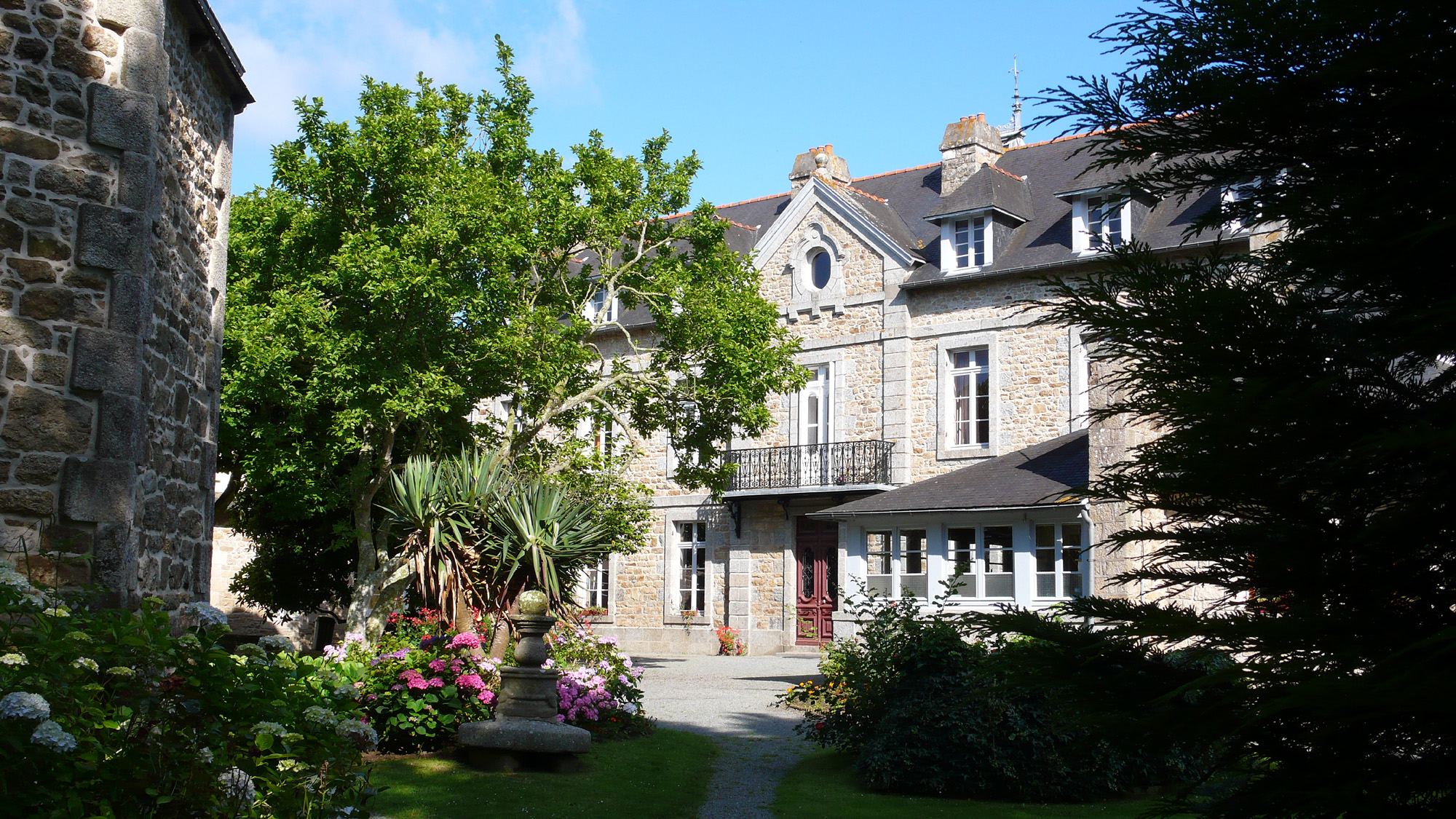
Château de Runevarec.
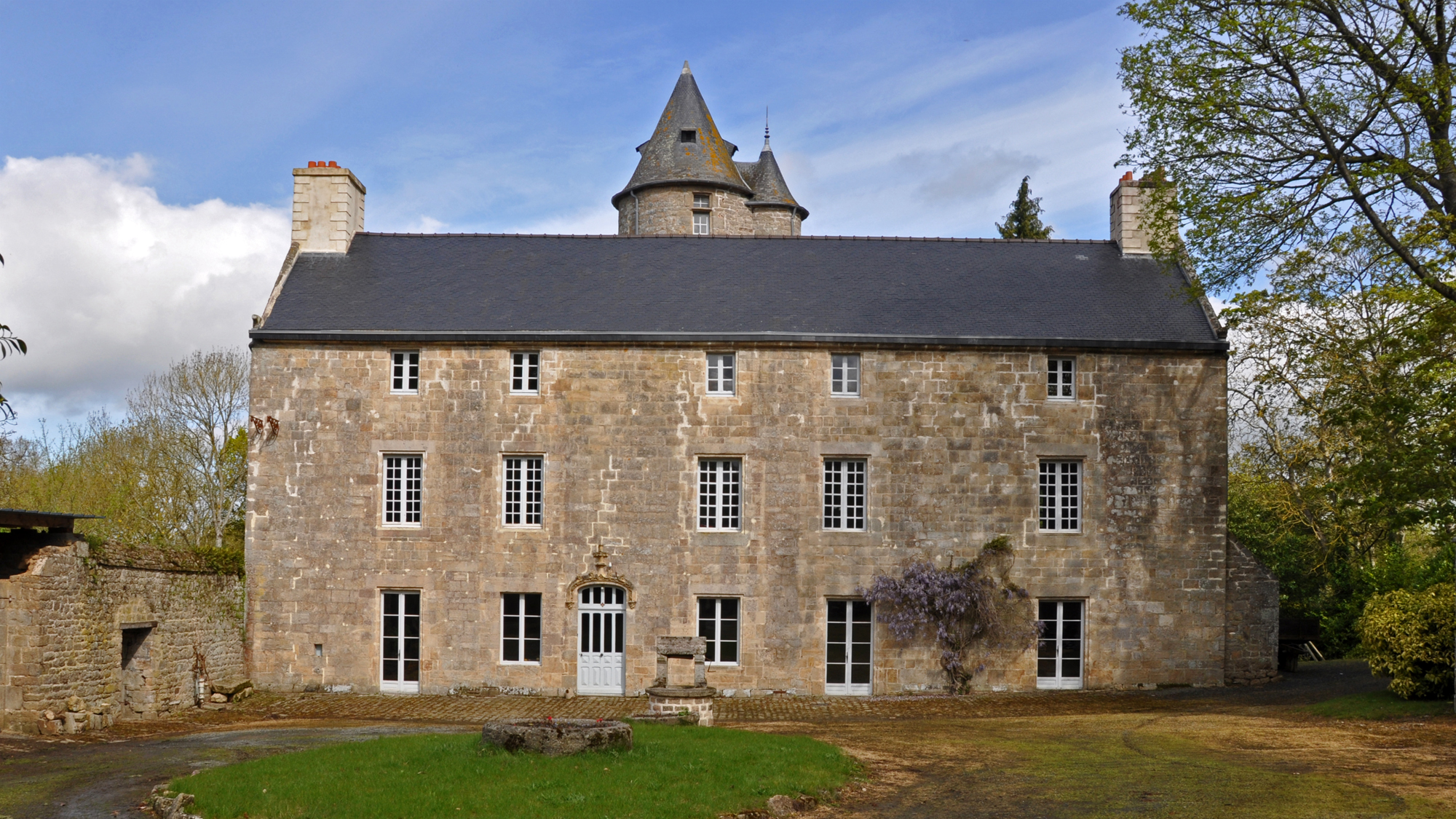
Manoir de Munehorre.
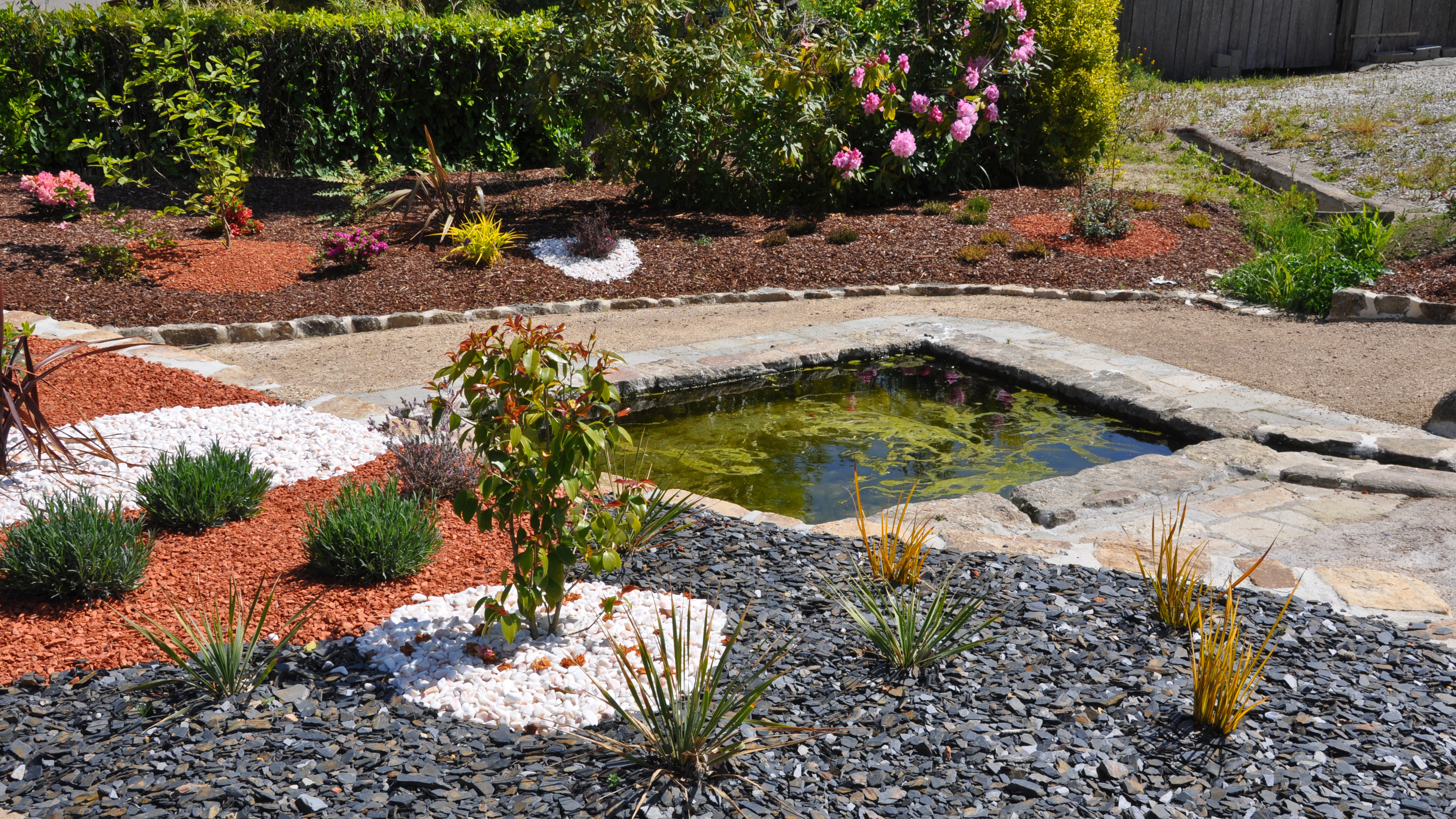
Lavoir de Ouilloren.
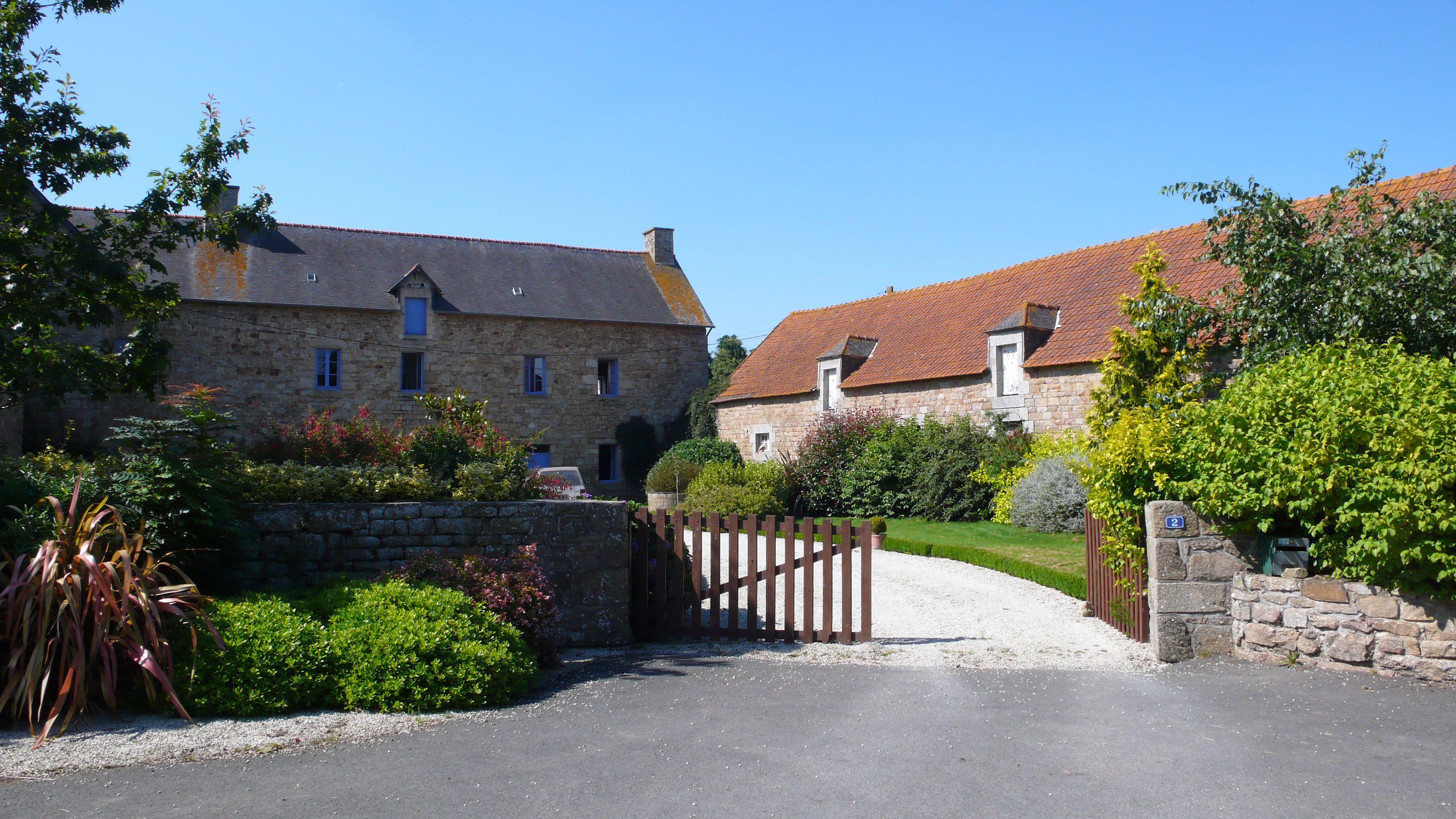
Manoir du Grand Kermin.
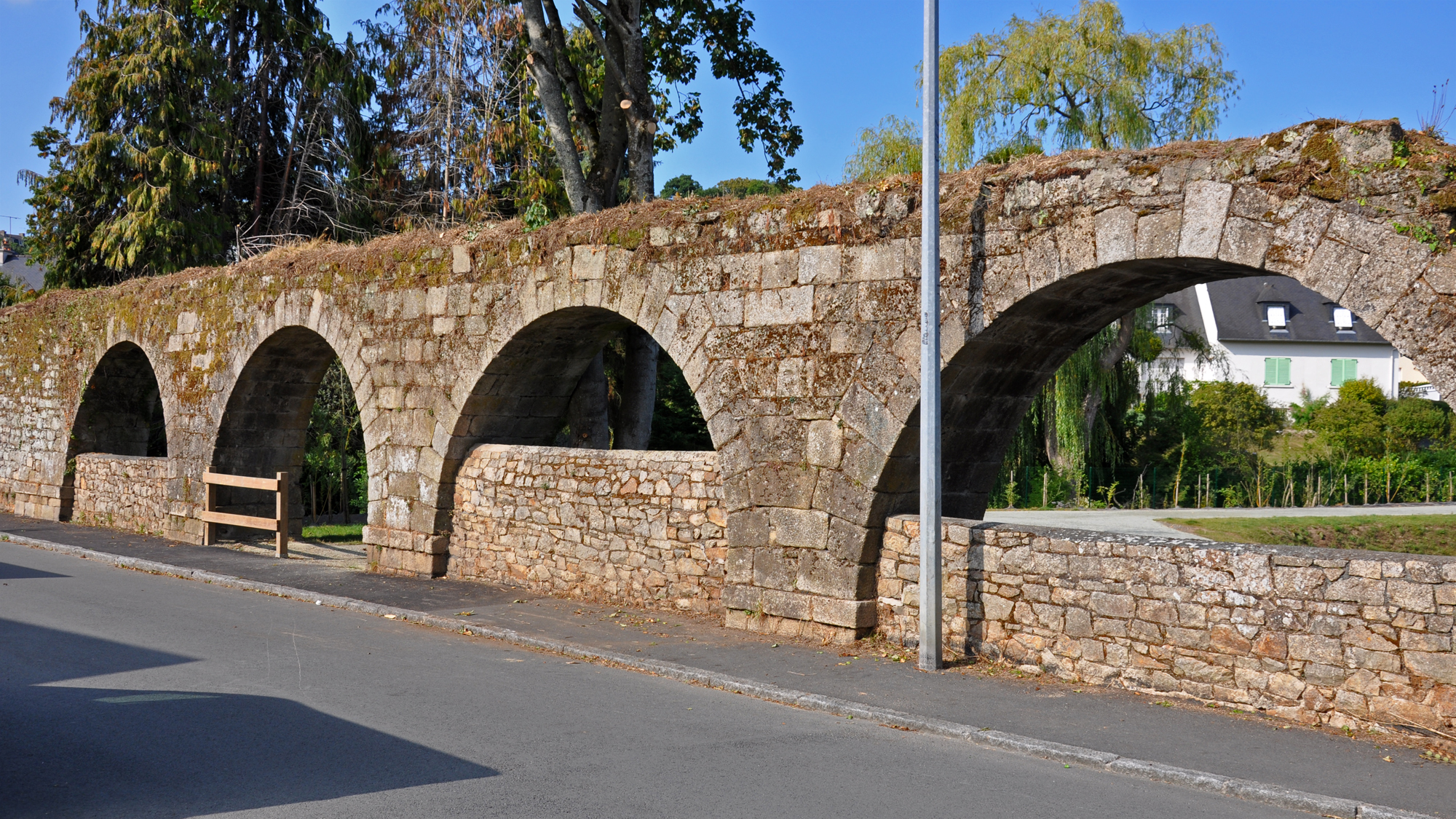
Ancien aqueduc de Guingamp.
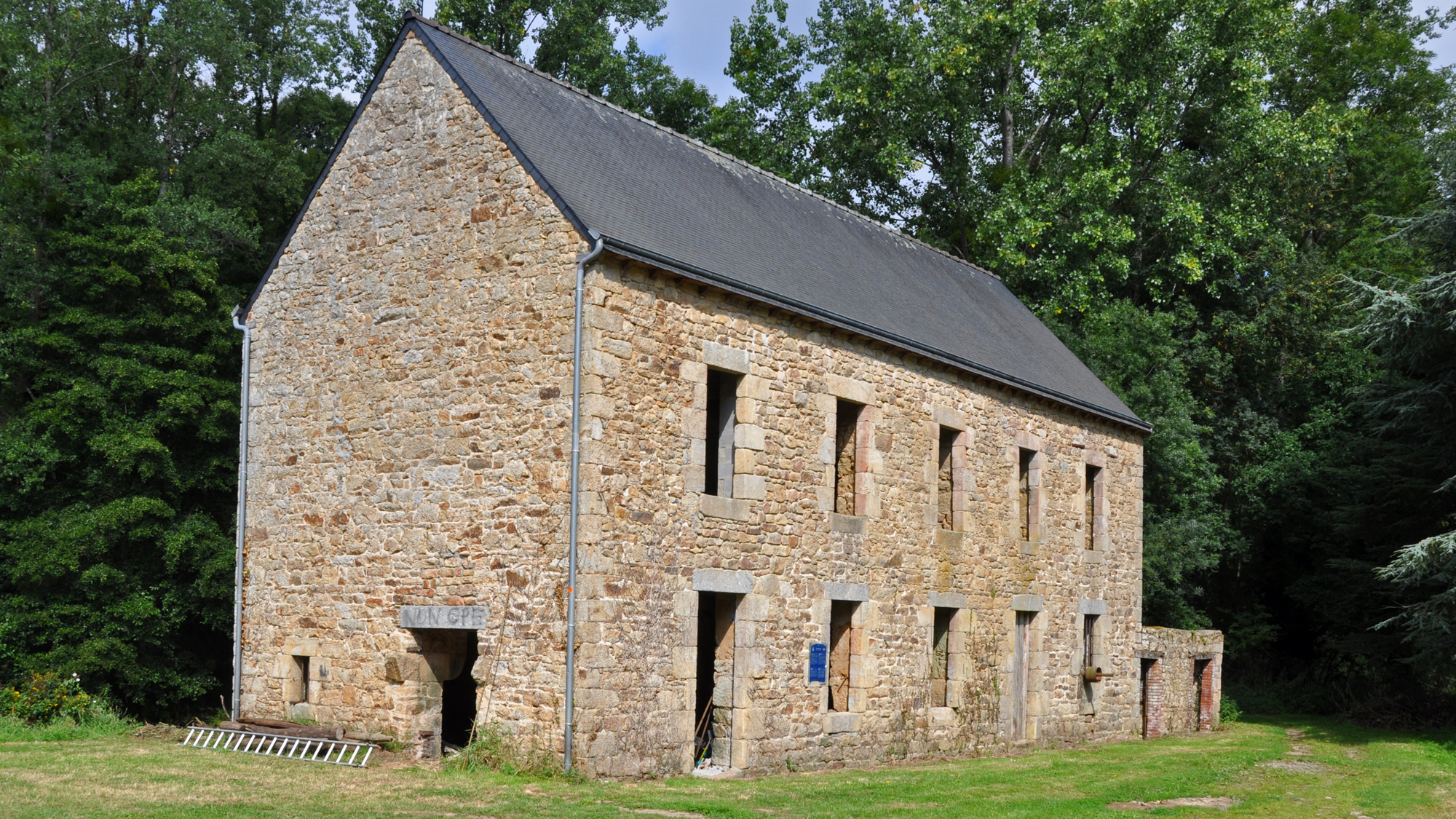
Ancien moulin de Kerhré au bord du Trieux.

## Économie
L'hôpital dit de Guingamp, construit sur le territoire de la commune, fut inauguré le 24 octobre 1909 par monsieur Joseph Ruau, ministre de l'Agriculture. Depuis, il n'a cessé d'évoluer. En 1996, s'achevèrent de nouvelles constructions répondant mieux aux exigences hospitalières actuelles, et un nouvel ensemble de 138 lits de long séjour, dont le chantier avait débuté fin 2002, a remplacé trois bâtiments anciens qui ne pouvaient être réhabilités. Par ailleurs, une passerelle entre l'hôpital et la polyclinique a été inaugurée en 2007. En décembre 2008, les activités de la polyclinique, fermée par suite d'une liquidation judiciaire, ont été reprises par l'actuel centre hospitalier.
La commune accueille Dolmen ainsi que diverses autres entreprises sur sa zone artisanale du Rucaër, et un pôle d'entreprises s'est établi autour du rond-point de Saint-Loup, première phase de la nouvelle zone d'activités dénommée « Espace commercial Saint-Loup » en cours de développement par Guingamp-Paimpol Agglomération.

## Personnalités liées à la commune
- Polig Monjarret, musicien, né à Pabu en 1920, décédé le 8 décembre 2003.
- Michel Richard, cuisinier, né à Pabu le 7 mars 1948, décédé le 13 août 2016.
- Jean-Louis Le Touzet, journaliste, est né à Pabu le 20 décembre 1961.
- Jacques Mailhos, écrivain et traducteur, est né à Pabu le 19 juin 1968.
- Nathalie Henry, jockey et driver, est née à Pabu le 10 mai 1979.
- Cyril Gautier, coureur cycliste, est né à Pabu le 26 septembre 1987.
- Robin Le Normand, footballeur franco-espagnol, est né à Pabu le 11 novembre 1996.
- Charlotte Lorgeré, joueuse de football, internationale française, défenseure au RC Lens.